# Асфальто-смолисті речовини
Асфальто-смолисті речовини (рос. вещества асфальто-смолистые; англ. asphalt-resin substances; нім. asphaltharzige Stoffe m pl) — темнобарвні невуглеводневі компоненти бітумінозних речовин, які містять усі елементи їх групи, крім масляної фракції: 
- 1) силікагелеві смоли — компоненти, розчинні в петролейному ефірі і адсорбовані із нього силікагелем, флорідином та ін.;
- 2) асфальтени — нерозчинні в петролейному ефірі компоненти, які осаджуються ним із розчину в бензолі, хлороформі та ін.;
- 3) карбоїди — нерозчинені в хлороформі і сірководні компоненти, які є головною частиною групового складу керитів і атраксолітів.